# Holthausen (Dortmund)
Holthausen, Dortmund-Holthausen – dzielnica miasta Dortmund w Niemczech, w kraju związkowym Nadrenia Północna-Westfalia, w okręgu administracyjnym Eving.